# Harvey (Illinois)
Pour les articles homonymes, voir Harvey.
Harvey est une ville située dans le comté de Cook en proche banlieue de Chicago dans l'État de l'Illinois aux États-Unis.
La ville compte 25 282 habitants en 2010.

## Source
- (en) Cet article est partiellement ou en totalité issu de l’article de Wikipédia en anglais intitulé « Harvey, Illinois » (voir la liste des auteurs).